# Elecciones parlamentarias de Irak de 2021
Las elecciones parlamentarias de Irak de 2021 se llevaron a cabo el 10 de octubre. En dicha elección se eligieron los 329 miembros del Consejo de Representantes que, a su vez, eligieron al presidente y al primer ministro.

## Contexto

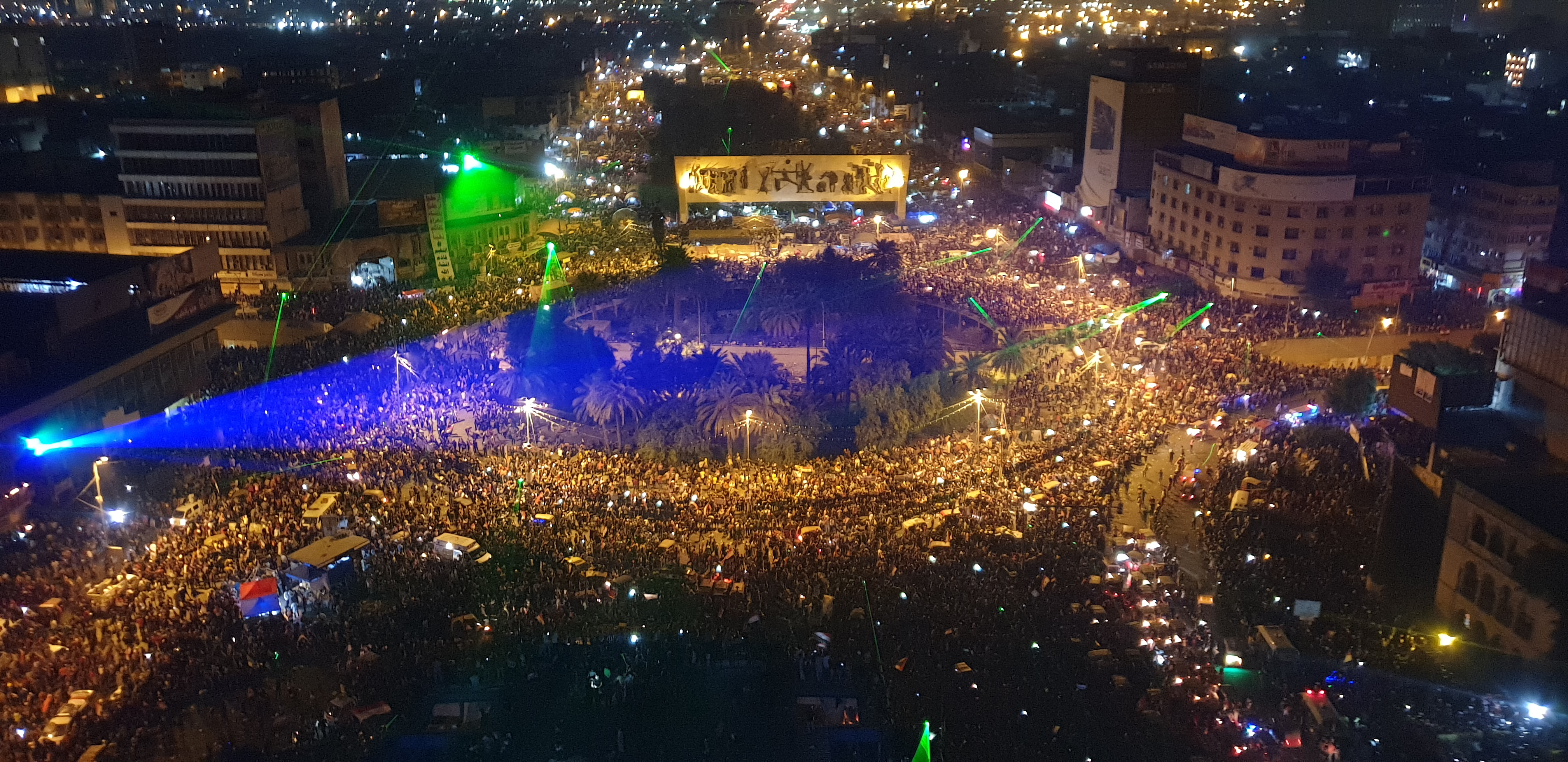
Manifestaciones en noviembre de 2019.

Las protestas antigubernamentales tienen lugar en Irak desde el 1 de octubre de 2019. Los manifestantes se manifiestan contra el desempleo, la corrupción, el colapso de los servicios públicos, la tutela de Irán y exigen la 'caída del régimen'. El movimiento, que tuvo lugar principalmente en Bagdad y las ciudades del sur del país, de mayoría chií, se fue convirtiendo en un verdadero levantamiento popular. La represión, llevada a cabo por las fuerzas de seguridad, incluidas las milicias proiraníes Hashd al-Shaabi, dejó entre 470 y 600 muertos entre octubre y diciembre de 2019.
El movimiento finalmente provocó la renuncia del primer ministro Adel Abdel-Mehdi el 30 de noviembre de 2019. Su sustituto, Mustafa al-Kazimi, anunció el 31 de julio de 2020 la celebración de elecciones anticipadas para el 6 de junio de 2021. En enero de 2021, sin embargo, la elección es pospuesta al 10 de octubre de 2021 por el gobierno debido a su falta de preparación para llevar a cabo la elección.
El Partido Comunista Iraquí y otras organizaciones políticas que participaron en las protestas de 2019 pidieron un boicot a la votación, diciendo que no puede tener lugar libremente mientras los partidos tengan ramas armadas capaces de presionar a los votantes, especialmente en los barrios de clase trabajadora de Bagdad.

## Sistema electoral
El Consejo de Representantes de Irak es la cámara baja del parlamento bicameral de Irak. Sin embargo, es el único poder legislativo, ya que el Consejo de la Federación, que se supone que constituye la cámara alta, nunca se ha reunido desde la implementación de la constitución de 2005.
El consejo está compuesto por 329 representantes elegidos por cuatro años por un solo voto intransferible en 83 circunscripciones plurinominales, con una cuota del 25% de los escaños reservados para mujeres en cada una de ellas. Los votantes votan por un solo candidato en su circunscripción, y los candidatos que reciben la mayor cantidad de votos en esa circunscripción son elegidos hasta el número de escaños que se llenarán en esa circunscripción. De los 329 escaños, 9 están reservados para minorías religiosas o étnicas, con cinco escaños para cristianos y uno para cada uno de los mandaeanos, yazidíes, chabaquíes y kurdos feylis, este último se agregó en febrero de 2018 por decisión del consejo.
Estas son las primeras elecciones celebradas bajo este nuevo sistema, adoptado en 2021 tras las grandes protestas que pedían la reforma del sistema. Las elecciones anteriores se celebraron mediante representación proporcional de lista abierta en 18 circunscripciones de siete a 34 escaños correspondientes a las gobernaciones de Irak, y los escaños se distribuyeron de acuerdo con el método Sainte-Laguë.

## Boicots y polémica
El 15 de julio de 2021, Muqtada al-Sadr anunció que el Movimiento Sadrista tenía la intención de boicotear las elecciones del 10 de octubre, citando la corrupción y el fraude electoral y afirmando que las elecciones libres y justas eran imposibles a raíz de la crisis política en curso. El 24 de julio, el Partido Comunista Iraquí (que se postuló con el Movimiento Sadrista como la Alianza hacia las Reformas en 2018), anunció que boicoteaba las elecciones, declarando: 'En ausencia de condiciones para elecciones libres y justas, la participación en ellas solo significaría colusión en la reproducción del mismo sistema político corrupto que es responsable del catastrófico estado de cosas en el país'. Louis Raphaël I Sako, Patriarca de la Iglesia Católica Caldea, también llamó a los cristianos a boicotear las elecciones.
Los boicots han sido condenados por la Misión de Asistencia de las Naciones Unidas para Irak, así como por otros partidos políticos y líderes iraquíes, incluido el ex primer ministro Nuri al Maliki, líder de la Coalición del Estado de Derecho, y el Partido Democrático del Kurdistán.
El 27 de agosto, al-Sadr revirtió su decisión de boicotear y anunció que su partido participaría en las elecciones.
El 9 de octubre, el Partido Socialista Democrático del Kurdistán anunció que retiraría a sus candidatos de las elecciones en las gobernaciones de Dohuk, Erbil y Sulaymaniyah (10 circunscripciones) y declaró su apoyo al Partido Democrático del Kurdistán.

## Participación electoral por gobernación
La Alta Comisión Electoral Independiente de Irak publicó inicialmente una participación nacional de votantes del 42,15%, con 8.818.210 votantes de un electorado de 20.919.844. Más tarde, la Comisión actualizó estos resultados para mostrar una participación ligeramente inferior del 41,05%, basada en 9.077.779 votantes de 22.116.368 elegibles.
| Gobernación               | Participación |
| ------------------------- | ------------- |
| Ambar                     | 40%           |
| Babilonia                 | 41%           |
| Bagdad                    | 25.3%         |
| Basora                    | 33.8%         |
| Duhok                     | 51.8%         |
| Di Car                    | 37.5%         |
| Diala                     | 44.7%         |
| Erbil                     | 37.7%         |
| Kerbala                   | 38.1%         |
| Kirkuk                    | 40.6%         |
| Mesena                    | 35.6%         |
| Mutana                    | 38.1%         |
| Nayaf                     | 35.7%         |
| Nínive                    | 34.3%         |
| Cadisia                   | 38.1%         |
| Saladino                  | 44.6%         |
| Solimania (incl. Halabja) | 27.5%         |
| Wasit                     | 41.0%         |
| Turnout                   | 43.30%        |

## Resultados
Las elecciones se celebraron el 10 de octubre. El 27 de diciembre, el Tribunal Supremo iraquí ratificó los resultados de las elecciones parlamentarias tras rechazar una denuncia de irregularidades presentada por la antigua alianza paramilitar pro-iraní Hashed al-Shaabi. La Alta Comisión Electoral anunció los resultados preliminares parciales el 11 de octubre. El bloque político sadrista recibió la mayor cantidad de escaños después del recuento inicial, con 73. La Alianza Política Fatah (Conquista), el brazo político del hashed pro-Irán, ganó 17 escaños, por debajo de los 48 que había ganado en las elecciones anteriores. Los líderes de Hashed rechazaron los resultados, alegando 'fraude' en las elecciones. Llevaron su caso a los tribunales buscando 'que se anularan los resultados' debido a 'violaciones graves'. El 12 de octubre, la comisión anunció un recuento manual de los colegios electorales que no se contabilizaron electrónicamente en las encuestas iniciales. Del total de 57.944 colegios electorales, 45.716 subieron resultados electrónicos. 8.547 estaciones fueron seleccionadas por sorteo para ser contadas manualmente, mientras que las 3.681 estaciones restantes experimentaron dificultades técnicas que requirieron un conteo manual también. Se espera que este recuento manual modifique la asignación general de asientos.
El 15 de octubre, la comisión señaló que había recibido 356 quejas sobre el recuento preliminar de las elecciones antes de la fecha límite del 14 de octubre. La división de quejas debe abordar las quejas dentro de los siete días, que luego pueden ser revisadas por el poder judicial dentro de los diez días. Los resultados finales no se darán a conocer hasta que se resuelvan las quejas.
A última hora del 16 de octubre, la comisión anunció sus resultados preliminares actualizados después de completar los recuentos manuales. Los resultados actualizados desencadenaron otra oportunidad para presentar quejas electorales con una fecha límite del 19 de octubre. La comisión había recibido más de 1.000 quejas hasta el 18 de octubre, pero un portavoz declaró que era poco probable que las apelaciones cambiaran el resultado.
Los resultados finales oficiales, después del recuento de la Alta Comisión Electoral, se compartieron el 30 de noviembre.
El Partido Democrático del Kurdistán, que se presentó de forma independiente en lugar de como parte de una lista de coalición multipartidista, ganó un total preliminar actualizado de 33 escaños, lo que lo convierte en el partido político más grande de Irak.
La Alianza hacia las Reformas ganó 73 escaños, con el Partido del Progreso ganando 37, la Coalición del Estado de Derecho ganando 34, el Partido Democrático del Kurdistán con 32, la Alianza Fatah ganando 17 escaños, la Unión Patriótica del Kurdistán ganando 16 escaños, la Alianza Azem con 12 escaños, mientras que el Movimiento Emtidad y el Movimiento nueva generación recibieron nueve escaños cada uno,  y los políticos independientes obtuvieron 40 escaños.
En cuanto a los escaños reservados para las minorías, el Movimiento Babilonia ganó 4 escaños de los 5 reservados para cristianos, mientras que un candidato independiente ganó 1 escaño. El escaño único de Yazidi lo ganó el Movimiento Yazidi para la Reforma y el Progreso. Del mismo modo, Nayef Khalaf Sido, del Partido del Progreso Yazidí, y el candidato independiente Waad Mahmoud Ahmed, ganaron un escaño reservado para las comunidades yezidi y shabak, respectivamente.
| Partido o Coalición       | Partido o Coalición                  | Votos      | %      | Escaños | +/-         |
| ------------------------- | ------------------------------------ | ---------- | ------ | ------- | ----------- |
|                           | Movimiento Saadrista                 |            |        |         |             |
|                           | Partido Democrático del Kurdistán    |            |        |         |             |
|                           | Partido del Progreso                 |            |        |         |             |
|                           | Coalición deL Estado de Derecho      |            |        |         |             |
|                           | Alianza de Conquista                 |            |        |         |             |
|                           | Alianza Azem                         |            |        |         |             |
|                           | Coalición del Kurdistán              |            |        |         |             |
|                           | Alianza de Fuerzas del Estado Nación |            |        |         |             |
|                           | Movimiento de Extensión              |            |        |         |             |
|                           | Alianza Nacional de Contratos        |            |        |         |             |
|                           | Movimiento Nueva Generación          |            |        |         |             |
|                           | Alianza Tasmim                       |            |        |         |             |
|                           | Alianza de Enfoque Nacional          |            |        |         |             |
|                           | Ishraq Kanon                         |            |        |         |             |
|                           | Movimiento de Derechos               |            |        |         |             |
|                           | Partido Eqtadar Watan                |            |        |         |             |
|                           |                                      |            |        |         |             |
| Votos válidos             |                                      |            |        |         |             |
| Votos nulos               |                                      |            |        |         |             |
| Total                     | Total                                | 9.576.667  | 100.00 | 329     | Sin cambios |
| Registrados/Participación | Registrados/Participación            | 22.116.368 |        |         |             |